# Serranus tortugarum
Espèce
Statut de conservation UICN

LC : Préoccupation mineure
Serranus tortugarum est une espèce de poissons hermaphrodites de la famille des Serranidae et du genre Serranus, évoluant dans les récifs de la mer des Caraïbes.

## Habitat et répartition
L'espèce est présente dans l'Atlantique Ouest : au sud de la Floride, dans les Bahamas, Honduras et Îles Vierges ; elle est probablement répandue dans les zones de récifs des Caraïbes, y compris les Antilles. Elle évolue à une profondeur de 12 à 396 m, généralement entre 18 et 90 m. 

## Biologie
Ce poisson se trouve au-dessus des décombres, des fonds limoneux ou sablonneux, souvent en petits groupes planant au-dessus d'un morceau de débris de corail ou d'une vieille coquille de conque. Il se nourrit de plancton. Il est difficile à approcher. 

## Comportement
C'est un hermaphrodite synchrone : chacun des deux partenaires change de sexe une vingtaine de fois par jour,. D'après une étude de Mary Hart, écologiste de l'évolution à l'université de Floride, c'est là une relation équitable qui solidifie le couple dans un rapport de confiance[réf. nécessaire].

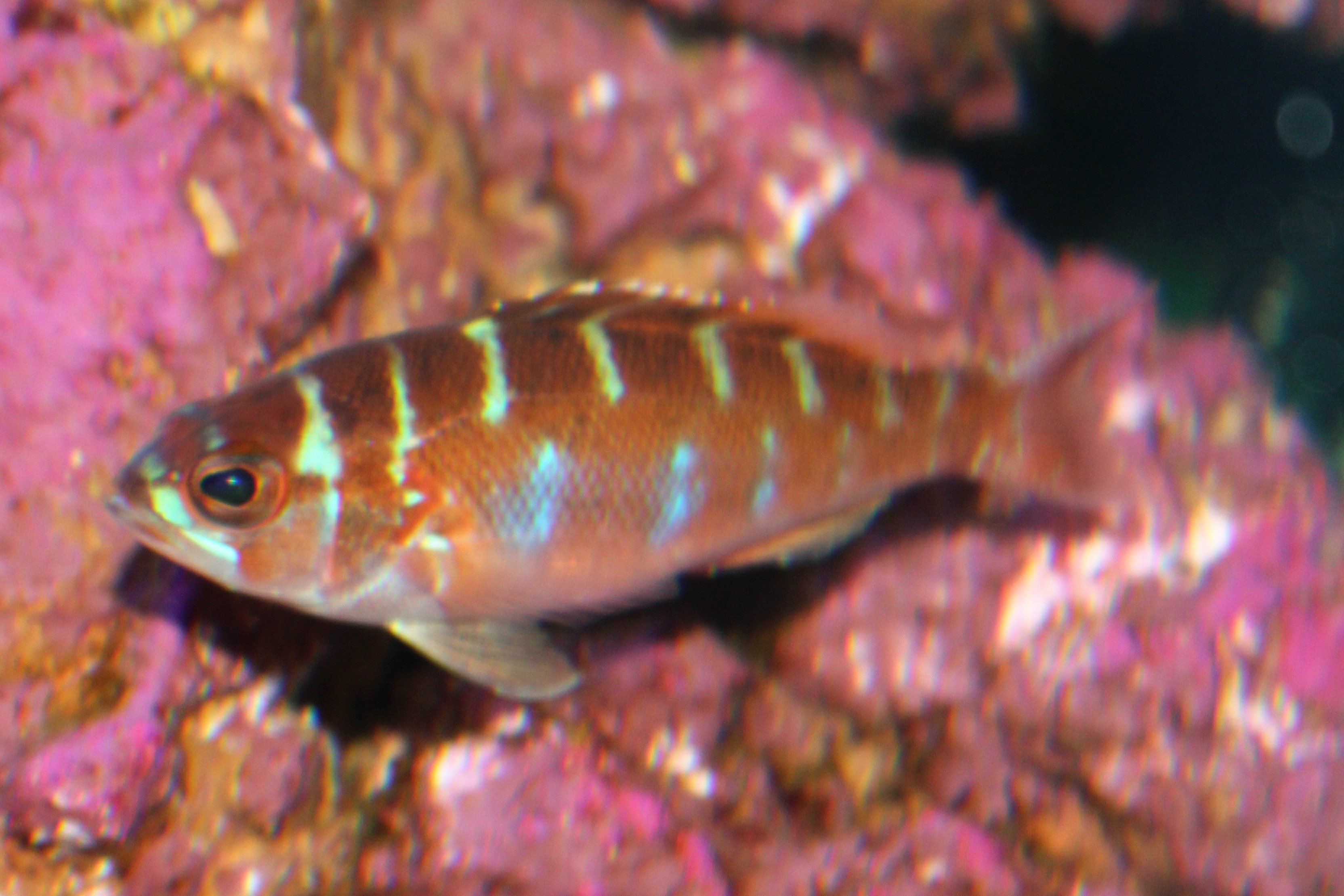
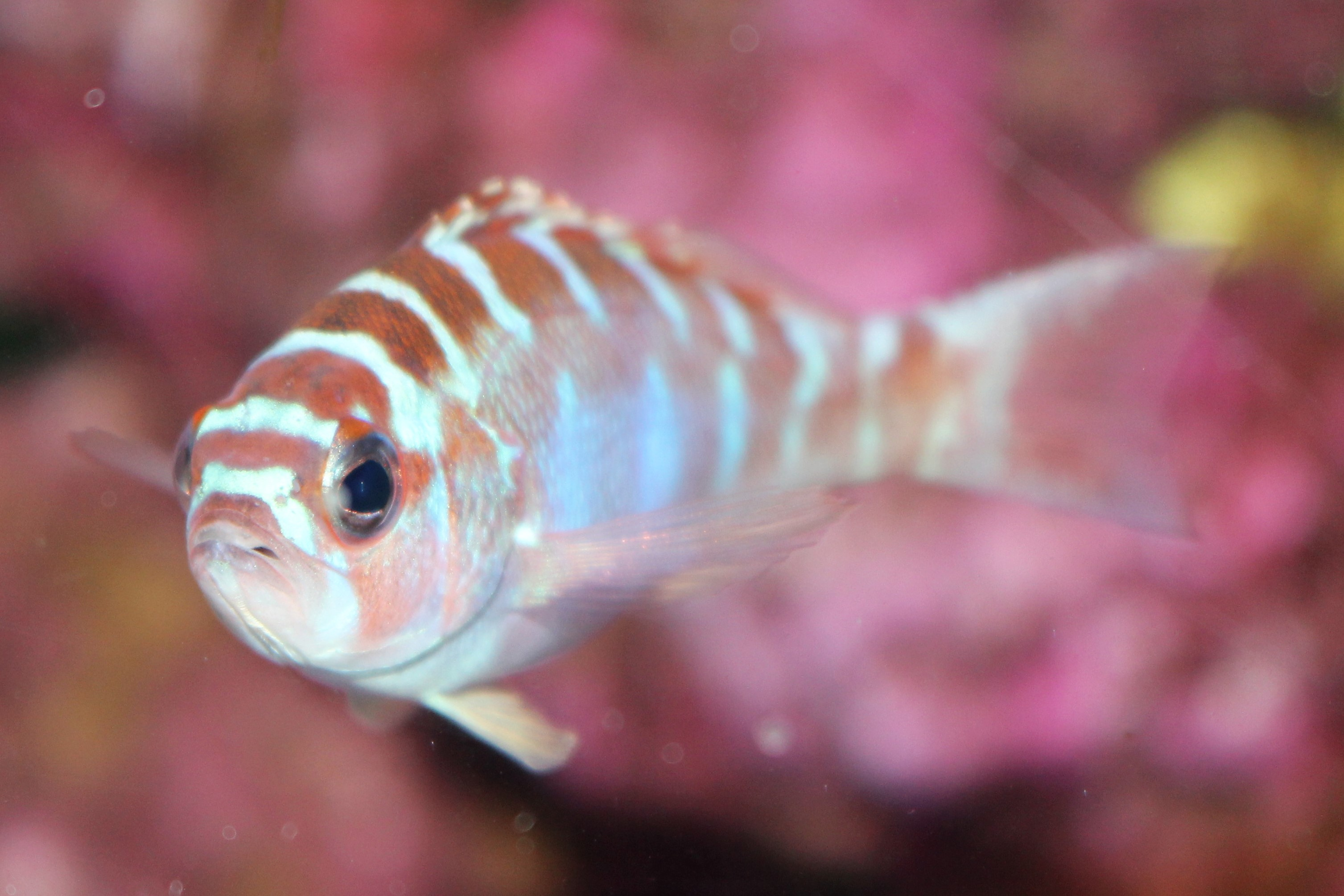
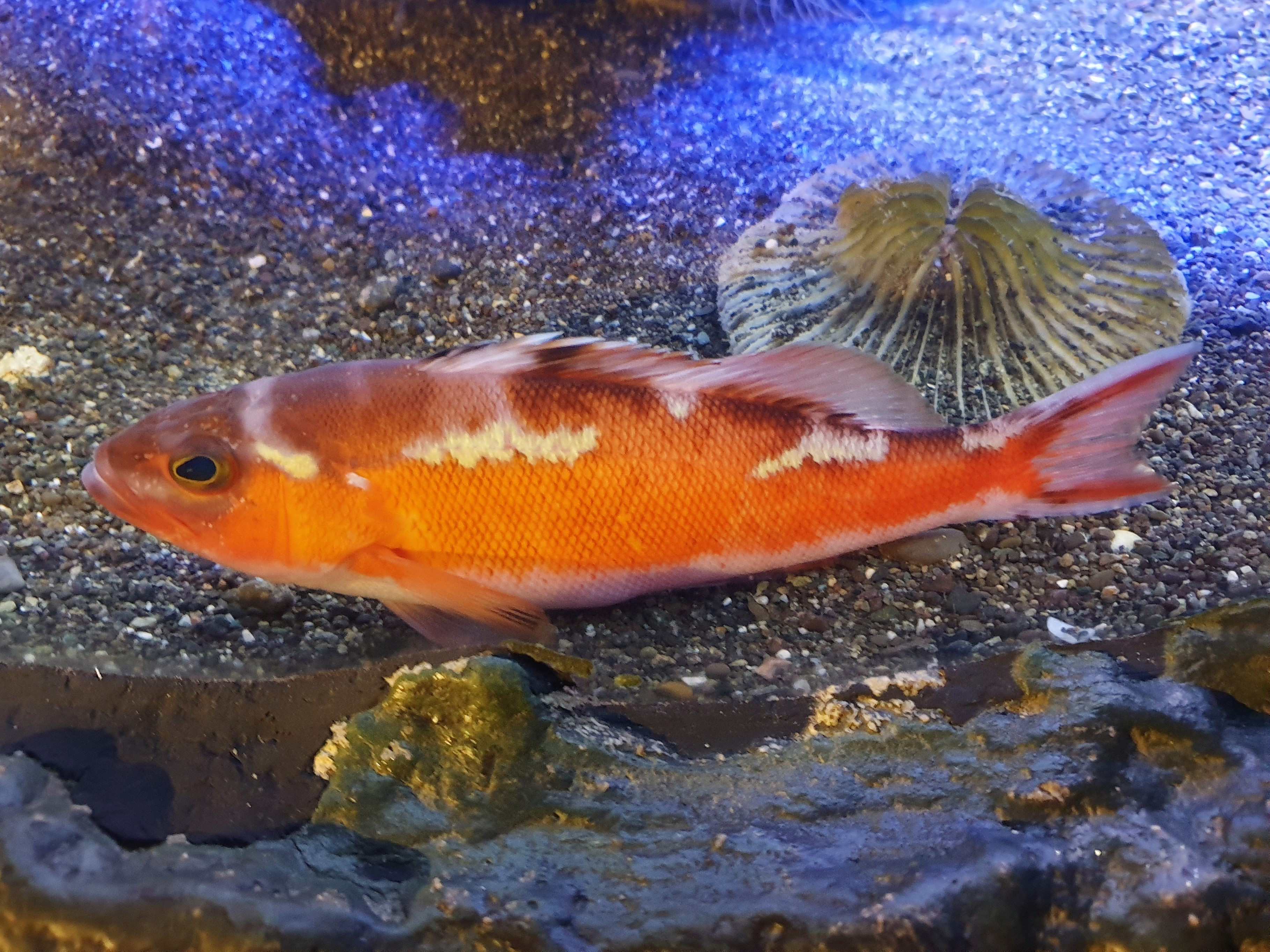
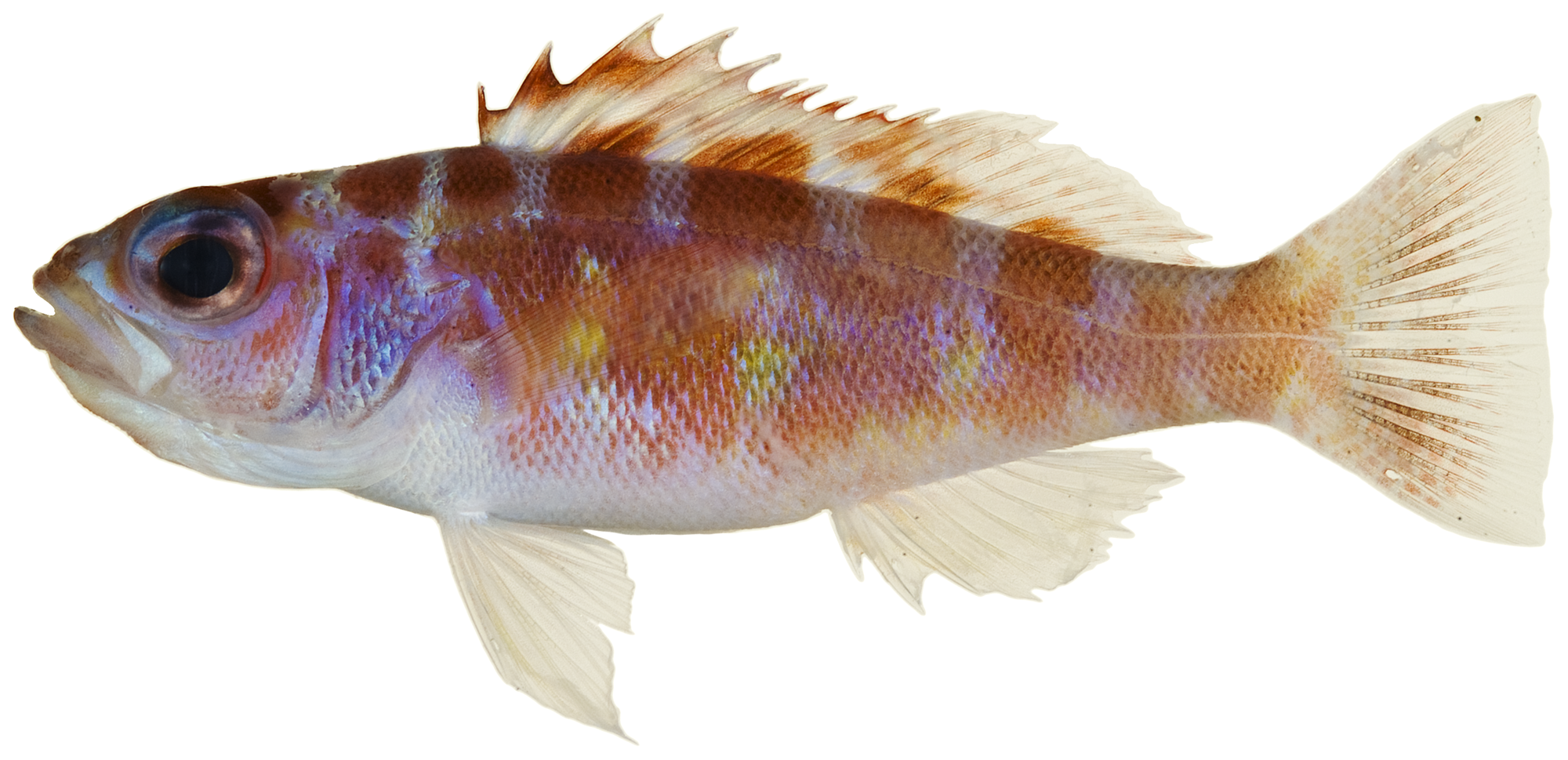

## Systématique
L'espèce est décrite en 1935 par l'ichtyologiste américain William Harding Longley, qui la classe dans le genre Serranus sous le nom binominal Serranus tortugarum.

## Menaces et conservation
Il n'y a pas de menaces majeures connues. Il s'agit d'une proie potentielle du poisson-lion envahissant, mais il est peu probable que cela entraîne un déclin significatif de la population au niveau mondial. Serranus tortugarum est une espèce largement répandue et localement abondante là où elle se trouve sur des fonds limoneux près de récifs de moellons rocheux. Il n'y a pas de menaces majeures connues, par conséquent, elle est listée comme étant de préoccupation mineure par l'Union internationale pour la conservation de la nature (UICN).

## Utilisation par l'Homme
Cette espèce est occasionnellement présente dans le commerce des aquariums.